# Raad voor Volksgezondheid en Samenleving
De Raad voor Volksgezondheid en Samenleving (RVS) is een onafhankelijk Nederlands adviesorgaan voor regering en parlement, ingesteld bij Wet op de Raad voor volksgezondheid en samenleving en gestart op 1 januari 2015. Zowel in de Tweede als de Eerste Kamer werd het wetsvoorstel als hamerstuk aangenomen.
Deze nieuwe adviesraad is een samenvoeging van de Raad voor Maatschappelijke Ontwikkeling (RMO) en de Raad voor de Volksgezondheid en Zorg (RVZ). De belangrijkste reden voor het opzetten van een nieuwe adviesraad was maatschappelijke ontwikkelingen: de herzieningen van de verschillende (zorg)stelsels en het vervagen van de grenzen tussen preventie, zorg en welzijn. Ook de politieke wens om te komen tot minder adviesorganen van de regering speelde een rol bij de samenvoeging.
De raad adviseert over het beleid op het gebied van volksgezondheid en samenleving. Hierbij worden alle aspecten die van invloed zijn op de volksgezondheid en het functioneren van burgers en samenleving betrokken. Hierbij is er bijzondere aandacht voor de rol van de decentrale overheden en de veranderingen in het aanbod van zorg en welzijn.

## Geschiedenis
De Raad voor Volksgezondheid & Samenleving (RVS) trad op 1 januari 2015 in werking. De RVS is een samenvoeging van de Raad voor Maatschappelijke Ontwikkeling (RMO) en de Raad voor de Volksgezondheid en Zorg (RVZ). De geschiedenis van de RVS gaat terug naar het jaar 1997. In dat jaar werd zowel de RVZ als de RMO bij wet ingesteld. De RVZ had tot taak te adviseren over het beleid op het gebied van de volksgezondheid, zorg gerelateerde dienstverlening en andere gebieden die daaraan raken. De RMO had tot taak te adviseren over de gevolgen van maatschappelijke ontwikkelingen die van invloed zijn op de participatie van burgers in en de stabiliteit van de samenleving.
De belangrijkste reden om tot het samenvoegen van de RMO en RVZ over te gaan, was dat het klassieke onderscheid tussen preventie, zorg en welzijn vervaagde. Herzieningen van verschillende (zorg)stelsels waren hierbij van invloed. Zoals de transitie van de jeugdzorg, de herziening van de langdurige zorg, maar ook de organisatie van de zorg dichtbij. Deze herzieningen speelden een belangrijke rol in het integreren van het sociale domein (het domein van de RMO) en het gezondheidszorgdomein (het domein van de RVZ). Zeker op lokaal niveau ontmoetten de adviesterreinen van de RMO en RVZ elkaar. De in gang gezette decentralisaties droegen er namelijk aan bij dat voorheen gescheiden beleidsterreinen als gezondheidszorg, verpleging & verzorging en welzijn en de verschillende vormen van sociale dienstverlening op lokaal niveau meer met elkaar in verband werden gebracht.
Samenhang tussen deze beleidsterreinen was van belang voor het bieden van maatwerk voor de toerusting en ondersteuning van burgers die niet op eigen kracht kunnen functioneren. Ook een samenhangende advisering was daarom essentieel. Het samenvoegen van de 2 raden RMO en RVZ tot 1 brede strategische adviesraad paste in het streven naar een doelmatige en efficiënt georganiseerde overheid.

## De Raad
De raad wil ruimte geven aan nieuwe ideeën, innovaties en trends in de (personaliserende) zorg. Maar nemen ook hun taak als 'bewaker' serieus. De oud-voorzitter van de RVZ, Pauline Meurs is toentertijd ook voorzitter van de Raad voor Volksgezondheid en Samenleving geworden. Op 1 juni 2019 is Pauline Meurs afgetreden als voorzitter. Ze werd opgevolgd door Jet Bussemaker, voormalig minister van Onderwijs, Cultuur en Wetenschap.
De raad bestaat in 2022 uit Jet Bussemaker, Erik Dannenberg, Pieter Hilhorst, Jan Kremer, Bas Leerink, Ageeth Ouwehand, Martijn van der Steen, Marleen Kraaij-Dirkzwager, Hafez Ismaili M'hamdi, Godfried Bogaerts en algemeen secretaris Stannie Driessen.
De RVS brengt bijvoorbeeld adviezen uit over de:
- jeugdzorg;
- ouderenzorg;
- geestelijke gezondheidszorg;